# ازدواج کرده‌های سال دو
ازدواج کرده‌های سال دو (به فرانسوی: Les Mariés de l'an Deux‎) یک فیلم کمدی فرانسوی به کارگردانی ژان پل راپنو محصول سال ۱۹۷۱ است. این اثر در جشنواره فیلم کن ۱۹۷۱ شرکت کرد. عنوان این فیلم اشاره به «سربازان سال دوم» دارد، سربازانی که به‌صورت دسته جمعی توسط لوی ان ماس در سال ۱۷۹۳ برای دفاع از جمهوری اول فرانسه در برابر مهاجمان خارجی آموزش دیده‌اند.

## بازیگران
- ژان-پل بلموندو در نقش نیکلاس فیلیبرت
- مارلن ژوبر در نقش شارلوت
- لائورا آنتونلی نقش پائولین
- میشل اوکلر نقش پرنس
- ژولین گیومار به عنوان نماینده
- ماریو دیوید در نقش رکویم
- چارلز دنر به عنوان مسافر
- ژرژ بلر در نقش سیمون
- پل کروچه به عنوان دادستان عمومی
- مارک دودیکور در نقش لو شاو
- پاتریک پرژین در نقش سن اوبن
- سیم لوکاس
- پیر براسور نقش گوسلین
- سامی فری نقش مارکیز دو گراندز (در نقش سامی فری)
- شارل دنر